# Edward Jones (statisticien)
Pour les articles homonymes, voir Edward Jones et Jones.
Edward David Jones (né le 7 octobre 1856 et mort le 16 février 1920) était un statisticien américain. C'est le cofondateur du Wall Street Journal et de la Dow Jones and Company avec Charles Dow et Charles Bergstresser.
Son nom a été associé avec celui de Charles Dow pour fonder le fameux indice de la bourse de New York : le Dow Jones.